# Bharatiya Janata Yuva Morcha
Bharatiya Janata Yuva Morcha (BJYM, Hindi भारतीय जनता युवा मोर्चा, „Jugendfront des indischen Volkes“), häufig abgekürzt Yuva Morcha („Jugendfront“), ist die Jugendorganisation der indischen Bharatiya Janata Party (BJP).

## Geschichte
BJYM wurde im Jahr 1978 als hindunationalistische Jugendorganisation gegründet. Ihr erster Präsident war Kalraj Mishra. Zur Zeit ihrer Gründung gab es keine größere hindunationalistische politische Partei, da die Bharatiya Jana Sangh (BJS) 1977 in der neu gegründeten Janata Party aufgegangen war. Die Janata Party zerfiel jedoch bald in verschiedene Einzelparteien und 1980 entstand größtenteils aus ehemaligen BJS-Parteigängern eine neue Partei, die Bharatiya Janata Party und BJYM wurde als Jugendorganisation der BJP reorganisiert.
BJYM ist organisatorisch ähnlich wie die Mutterpartei BJP strukturiert. Es gibt einen Präsidenten, mehrere Vizepräsidenten, Generalsekretäre, Sekretäre und leitende Mitglieder. Der BJYM-Präsident wird direkt vom Parteipräsidenten der BJP ernannt. Das oberste Leitungsgremium ist die Nationale Exekutive. Auf Bundesstaatsebene existieren analoge Strukturen. Zwischen BJYM und BJP gibt es einen intensiven personellen Austausch. Viele ehemalige BJYM-Präsidenten stiegen später in führende Positionen der BJP auf, wie z. B. Kalraj Mishra, Rajnath Singh, Pramod Mahajan und Shivraj Singh Chauhan.
Erklärtes Ziel der BJYM ist die Selbstertüchtigung (empowerment) der indischen Jugend, die dazu beitragen soll, Indien in eine prosperierende und positive Zukunft zu führen. Für alle sollen gleiche persönliche, soziale, politische und wirtschaftliche Entwicklungsmöglichkeiten geschaffen werden. Als Jugendorganisation der BJP bemüht sich BJYM, die Ziele der BJP-Parteiführung zu unterstützen und bei der Jugend dafür zu werben.
Es besteht eine gewisse Konkurrenz mit dem Akhil Bharatiya Vidyarthi Parishad (ABVP, „Gesamtindischer Studentenrat“), einer hindunationalistischen Studentenvereinigung, die enge Verbindungen zur BJP hat, aber formell nicht zu deren Organisationen zählt.

## Bisherige Präsidenten
Im Folgenden sind die bisherigen BJYM-Präsidenten mit Amtszeit aufgeführt. Seit 2016 ist Poonam Mahajan, die zugleich Parlamentsabgeordnete für die BJP für den Wahlkreis 29-Mumbai North Central ist, als erste Frau Präsidentin der BJYM.
| Name                  | Amtszeit  |
| --------------------- | --------- |
| Kalraj Mishra         | 1978–1980 |
| Satya Dev Singh       | 1980–1986 |
| Pramod Mahajan        | 1986–1988 |
| Rajnath Singh         | 1988–1990 |
| Jagat Prakash Nadda   | 1990–1994 |
| Uma Bharti            | 1994–1997 |
| Ramashish Rai         | 1997–2000 |
| Shivraj Singh Chauhan | 2000–2002 |
| Kishan Reddy          | 2002–2005 |
| Dharmendra Pradhan    | 2005–2007 |
| Amit Thaker           | 2007–2010 |
| Anurag Thakur         | 2010–2016 |
| Poonam Mahajam        | seit 2016 |